# Castro
Castro là một đô thị thuộc bang Paraná, Brasil. Đô thị này có diện tích 2531,503 km², dân số năm 2007 là 67708 người, mật độ 27,4 người/km².